# استیهکیشولمور
استیهکیشولمور (به لاتین: Stykkishólmur) (تلفظ ایسلندی: [ˈstɪhcɪsˌhoulmʏr̥]‏) یک منطقهٔ مسکونی در ایسلند است که در وستورلاند واقع شده‌است. استیهکیشولمور ۱٬۱۹۵ نفر جمعیت دارد.

## خواهرخوانده
شهرهای کولدینگ، لاپرنتا، درامن، اوربرو، بخش اوربرو و Kolding Municipality خواهرخوانده‌های استیهکیشولمور هستند.